# Matija Bradaška
Matija Bradaška, (tudi Bradeško), slovenski slikar in freskant, * 16. februar 1852, Lučine, † 25. december 1915, Kranj. 

## Življenje in delo
Po petletnem pouku, sprva podobarstva in nato slikarstva, v Poljanah pri Štefanu Šubicu je kot pomočnik delal pri Janezu Šubicu in v Dupljah pri podobarju Janezu Gosarju (starejšemu), se je naselil kot samostojen mojster v Poljanah, a se že leta 1874 nastanil v Kranju, kjer je odprl slikarsko delavnico, katero sta kasneje prevzela sinova Anton in Matija; z njo je nadaljeval Layer- Egartnerjevo in Götzlovo delavniško izročilo slikarske in podobarske obrti v Kranju iz prve polovice 19. stoletja. Tu je okrasil vse tri cerkve s freskami. Slikal je oltarne oljne podobe in križeva pota, ter poslikal mnogo cerkva na Gorenjskem in Štajerskem.